# Pins and Needles (álbum)
Pins and Needles é a trilha sonora do musical da Broadway de mesmo nome. Foi lançado em Maio de 1962 e traz Barbra Streisand em algumas das faixas.
O teatro de revista Pins and Needles, escrito por Harold Rome, em 1937, era uma mistura incomum de musical da Broadway, com abordagem de eventos atuais de um ponto de vista pró-sindical. Os participantes eram trabalhadores de sindicatos, que por causa de seus empregos em fábricas, só podiam ensaiar à noite e nos fins de semana, e as apresentações iniciais eram apresentadas apenas nas noites de sexta e sábado. Esquetes de vários autores parodiavam tudo, de ditadores fascistas europeus aos racistas da Filhas da Revolução Americana (DAR). A partitura do jovem compositor e letrista Harold Rome incluía "Sing Me a Song of Social Significance" e "It's Better With a Union Man".
O boca-a-boca das apresentações foi tão positivo que o elenco abandonou seus empregos diários e a produção expandiu-se para uma programação completa de oito shows por semana. Novas músicas e esquetes foram introduzidas a cada poucos meses para manter o programa atual.
Em 1962, Rome estava de volta à Broadway com o espetáculo I Can Get It for You Wholesale, fato que inspirou a Columbia Records a fazer a primeira gravação de seu primeiro show, usando um simples backup de piano, guitarra, baixo e bateria. Além dele mesmo cantar algumas das músicas, trouxe a jovem Barbra Streisand, que estava destacando-se em Wholesale. As músicas não deram a ela muita chance de exibir seus dons vocais, porque as canções românticas, com vocais mais exigentes foram cantadas por Rose Marie Jun e Jack Carroll
A recepção da crítica especializada em música foi favorável. William Ruhlmann, do site estadunidense AllMusic, avaliou com três estrelas de cinco, em uma crítica que ressaltou que a verdadeira estrela [no disco] é Rome e que Streisand ainda estava na fase de typecasting.
Em 1993 foi lançado no formato compact disc (CD). No Brasil, o lançamento ocorreu em 1994, através da série Best Price Gold, da Sony Music, que levou as lojas CDs com preços mais acessíveis. Intitulada "Barbra Streisand Collection" aconteceu junto com outros 10 CDs de sua discografia.

## Lista de faixas
Todas as canções compostas por Harold Rome. Créditos adaptados do site AllMusic.
| N.º | Título                                    | Intérprete                              | Duração |  |
| 1.  | "Sing Me A Song With Social Significance" | Rose Marie Jun                          | 2:52    |  |
| 2.  | "Doing The Reactionary"                   | Barbra Streisand                        | 2:01    |  |
| 3.  | "One Big Union For Two"                   | Jack Carroll, Rose Marie Jun            | 2:57    |  |
| 4.  | "It's Better With A Union Man"            | Harold Rome                             | 3:03    |  |
| 5.  | "Nobody Makes A Pass At Me"               | Barbra Streisand                        | 4:17    |  |
| 6.  | "I've Got The Nerve To Be In Love"        | Carroll, Jun                            | 4:46    |  |
| 7.  | "Not Cricket To Picket"                   | Barbra Streisand                        | 2:29    |  |
| 8.  | "Back To Work"                            | Carroll and Chorus                      | 2:13    |  |
| 9.  | "Status Quo"                              | Barbra Streisand                        | 4:27    |  |
| 10. | "When I Grow Up" (The G-Man Song)         | Rome                                    | 2:49    |  |
| 11. | "Chain Store Daisy"                       | Jun                                     | 3:50    |  |
| 12. | "Four Little Angels Of Peace"             | Rome, Carroll, Streisand, Alan Sokoloff | 4:36    |  |
| 13. | "Sunday In The Park"                      | Carroll                                 | 3:31    |  |
| 14. | "What Good Is Love"                       | Barbra Streisand                        | 3:38    |  |
| 15. | "Mene, Mene, Tekel"                       | Rome and Chorus                         | 3:51    |  |